# Nagykőrös (distrikt)
Nagykőrös är ett distrikt i Ungern. Det ligger i provinsen Pest, i den centrala delen av landet, 80 km sydost om huvudstaden Budapest.